# Indy Baijens
Indi Baijens (Zaandam, 4 februari 2001) is een Nederlands volleybalspeelster. Na drie jaar voor Talentteam Papendal te zijn uitgekomen, stapte Baijens over naar het Franse ASPTT Mulhouse. Na een jaar voor KPS Chemik Police te hebben gespeeld, kwam Baijens drie seizoenen uit voor het Duitse Schweriner SC. Sinds 2024 speelt Baijens voor het Italiaanse Pallavolo Scandicci.

## Carrière
Indi Baijens begon haar carrière bij Talentteam Papendal in haar geboorteplaats. Vervolgens stapte Baijens over naar het Franse ASPTT Mulhouse. Na één seizoen verliet ze deze club voor het Poolse KPS Chemik Police om vervolgens deze club na één seizoen te verlaten voor het Duitse Schweriner SC. In december 2023 werd bekend dat Baijens een transfer maakte naar het Italiaanse Pallavolo Scandicci. In juni 2024 werd Baijens gepresenteerd.
Baijens komt ook uit voor de Nederlandse volleybalploeg. Via een topklassering op de wereldranglijst wisten Baijens en haar landgenotes zich te plaatsen voor de Olympische Spelen van 2024. Op 6 juli 2024 werd bekend dat Baijens door bondscoach Felix Koslowski was opgenomen in de selectie van Nederland op de Olympische Spelen.